# آرثر جنسن (أستاذ جامعي)
آرثر جنسن (بالإنجليزية: Arthur Jensen)‏ هو عالم نفس أمريكي، ولد في 24 أغسطس 1923 في سان دييغو في الولايات المتحدة، وتوفي في 22 أكتوبر 2012 في كيلسيفيل في الولايات المتحدة.